# Bruxaria

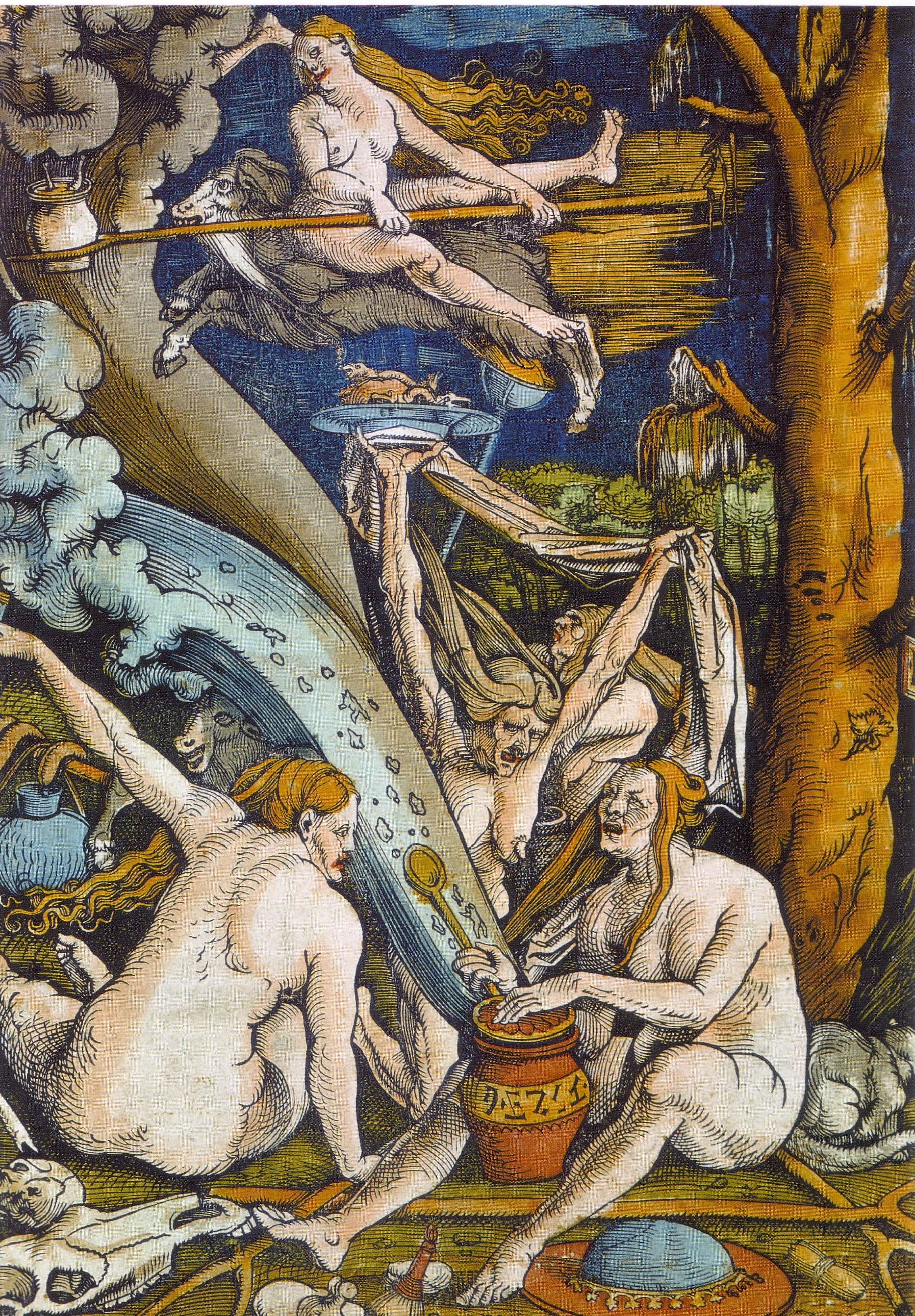
Hans Baldung Grien: Bruxas. Xilogravura de 1508

Os termos bruxaria ou feitiçaria ou ainda, menos comumente, embruxação, bruxação, embruxamento, bruxamento, bruxedo, etc., têm sido de uso corrente da língua portuguesa, designando o uso de poderes de cunho sobrenatural, sendo também utilizada como sinônimo de magia, feitiçaria, sortilégio ou encantação. Conforme proposto pelo historiador norte-americano Jeffrey B. Russell, existem três pontos de vista principais sobre o que é bruxaria: o primeiro ponto de vista é o antropológico e demonstra que bruxaria é sinônimo de magia, curandeirismo, xamanismo; o segundo é o histórico, que através de documentos escritos analisa os julgamentos de bruxaria durante a inquisição; o terceiro é o da bruxaria moderna ou hodierna, que defende a bruxaria como uma forma de religião pagã (ou neo-pagã), esse último sendo um ponto de vista normalmente defendido por wiccanos.

## Etimologia
A etimologia da palavra é incerta, mas acredita-se venha do italiano "brucia" (queima), que vem do verbo "bruciare" (queimar) ou de "brixtia", que vem do nome da deusa gaulesa Bricta. Outros indícios indicam que a palavra bruxa nasce na Antiguidade na Península Ibéria, cuja origem seria anterior a invasão romana e, por consequência, anterior ao próprio latim. O mesmo processo ocorreu com as palavras bezerro, cama, morro e sarna, conforme o professor doutor em Letras Claudio Moreno (UFRGS) explica em seu livro Morfologia Nominal do Português. Esta hipótese é reforçada pelo fato de só aparecer nas línguas ibérica português, "bruxa"; em espanhol, "bruja"; em catalão, "bruixa"); se viesse do latim, deveria também estar presente no francês, que usa "sorcière"; e no italiano, que usa "strega", línguas também pertencentes à família das línguas românicas.
Já feitiço, deriva do latim "facticius", um ("fictício, artificial, não-natural"), um vocábulo muito antigo na língua portuguesa, sendo registrado já no século XV. Inicialmente significava "postiço, artificial": chave feitiça era uma chave falsa, e briga feitiça era apenas de faz-de-conta. Logo, no entanto, assumiu o seu significado atual de "encantamento". Com o avanço português pela costa da África, os nativos adotaram o termo, modificando-lhe a pronúncia para /fe.′ti.xu/; os franceses, que então conheceram o vocábulo, importaram-no com a forma de "fétiche", que foi reimportada no século XIX, com o sentido de "objeto ao qual se atribui um valor sobrenatural" ou "objeto ou parte do corpo em que certos indivíduos vão buscar excitação erótica".
Já do inglês, "witchcraft" ou "witchery", suponha-se que ela está "relacionada com as palavras inglesas "wit", "wise", "wisdom" [raiz germânica * weit-, * wait-, * wit-; raiz indo-européia * weid-, * woid-, * wid-], então "ofício dos sábios". Outra é do "wiccecræft" do inglês antigo, um composto de "wicce" ("bruxa") e "cræft" ("artesanato/ofício").
Na terminologia antropológica, as bruxas diferem dos feiticeiros porque não usam ferramentas físicas ou ações para amaldiçoar; seu malefício é percebido como algo que se estende de alguma qualidade interna intangível, e um pode não ter consciência de ser uma bruxa, ou pode ter sido convencido de sua natureza pela sugestão de outros. Esta definição foi pioneira em um estudo das crenças mágicas da África Central por EE Evans-Pritchard, que alertou que pode não corresponder ao uso normal do inglês.

## Bruxaria e Ciência na Modernidade Europeia
Estudos historiográficos recentes têm desafiado a visão iluminista que opõe ciência e superstição. Entre os séculos XV e XVII, a bruxaria não era vista apenas como uma crença popular marginal, mas como parte integrante da cultura intelectual europeia. Nesse período, bruxaria e demonologia eram discutidas em universidades, tratados e círculos eruditos, sendo usadas como explicações plausíveis para doenças súbitas, desastres naturais e comportamentos considerados anômalos.
Mais do que superstição, a bruxaria era entendida como parte de um sistema de pensamento complexo, que envolvia agentes sobrenaturais, como demônios e espíritos malignos. Essas ideias estavam conectadas à filosofia natural e às tradições religiosas do período, refletindo uma forma predominante de interpretar o mundo. Assim, o estudo da bruxaria também fazia parte do esforço intelectual para compreender a natureza e os fenômenos da realidade.
A ascensão da ciência moderna não representou uma ruptura total com esse contexto, mas uma reorganização de saberes herdados da Antiguidade e da Idade Média. Durante a transição para a modernidade, práticas mágicas, conhecimento empírico e crenças religiosas coexistiram. A bruxaria, nesse cenário, estimulava reflexões sobre causalidade, natureza e os limites da experiência e da percepção humana.
A historiografia da ciência tem ressaltado a influência da bruxaria na formação do pensamento moderno. Discussões sobre bruxas e demônios frequentemente envolviam debates teológicos e filosóficos sobre causas ocultas, ação à distância e funcionamento da natureza. Essas reflexões contribuíram para a consolidação de conceitos como “experiência”, “observação” e “explicação”. As fronteiras entre magia e ciência eram, nesse período, permeáveis e negociáveis.
Além de seu papel na história da ciência, a bruxaria também esteve ligada a transformações sociais e políticas mais amplas na Europa. A interação entre discursos racionais e sobrenaturais contribuiu para processos como a secularização, o fortalecimento do Estado e, segundo algumas interpretações, a "Grande Divergência", processo pelo qual a Europa Ocidental se diferenciou econômica e intelectualmente de outras regiões. Nesse sentido, a bruxaria não foi um vestígio medieval, mas um componente ativo da modernidade europeia.

## Tipos de Bruxaria
A confusão entre bruxaria e magia levou muitos praticantes e leigos a criarem equivocadamente a dicotomia "bruxos brancos" e "bruxos negros", supondo que os que praticassem apenas o "bem" seriam bruxos brancos, e os que praticassem apenas o "mal" seriam bruxos negros. Porém, praticantes de bruxaria, em seu sentido mais lato, não se pautam pelos conceitos vulgares de bem e mal, considerando toda e qualquer magia como cinzenta (um misto da dualidade expressa metaforicamente de várias formas, e.g. luz e escuridão, positivo e negativo, "bem" e "mal"). A grande divisão que se pode fazer atualmente entre grandes grupos na bruxaria é entre a tradicional e a moderna. 

### Bruxaria Moderna
Bruxaria moderna é considerada pela maioria das tradições de feitiçarias como um sinônimo para as surgidas embasadas ou a partir da fundada por Gerald B. Gardner, por vezes considerada sinônimo de Wicca, muito embora Raven Grimassi, referência mais conhecida da stregheria (bruxaria italiana), considere Charles Leland o pai da bruxaria moderna.
É importante ressaltar que determinadas ramificações modernas (como a Wicca) não reconhecem o diabo ou outros elementos judaico-cristãos em suas práticas. Segundo a leitura do fundador da Wicca (uma vertente da bruxaria moderna), Gerald Gardner, em consonância com fontes de outras vertentes, muitas ramificações hodiernas da bruxaria praticam o culto à Deusa e/ou ao Deus em sistemas que variam de uma deidade única hermafrodita ou feminina à pluralidade de panteões antigos, mais notadamente os panteões celta, egípcio, assírio, greco-romano e normando (viquingue). Grande parte dos grupos de praticantes hodiernos considera, inclusive, que diversas deusas antigas são diferentes faces de uma única Deusa.
A reintegração do ser humano à natureza é parte fundamental das crenças vinculadas à Wicca, o que se evidencia na celebração do fluir das estações do ano em até oito festividades chamadas sabás, sendo dois nos equinócios, dois nos solstícios e quatro em datas fixas. O fluxo de um curso completo de tais eventos chama-se comumente de Roda do Ano. Paralelamente aos sabás, muitas vertentes modernas contam com os esbás, que celebram as lunações. Aqui, todavia, há grandes diferenças entre vertentes, com alguns grupos comemorando todas as quatro fases, outros comemorando apenas o plenilúnio.
Ainda que supostamente iniciado por bruxas tradicionais, Gardner juntou, junto aos conhecimentos que elas teriam lhe passado, simbólicas e práticas ritualísticas de Alta Magia, bem como o princípio ético formulado pelo controverso ocultista Aleister Crowley ("faze o que tu queres, há de ser o todo da Lei"), ligeiramente modificado como "se a ninguém prejudicares, faze o que desejares", firmando assim as bases de uma nova crença.

### Stregheria
Tradição de bruxaria natural da região onde hoje é a Itália, tendo suas raízes nos cultos neolíticos a uma deusa-mãe naturais da região do Mediterrâneo e do Egeu e construída sobre mitos de diversos povos, dentre eles os micênicos e etruscos. A veneração da stregheria é centrada na Deusa Diana Nemorensis e, segundo sua tradição, a linhagem formal das streghe teve início com uma sacerdotisa da Deusa Diana chamada Arádia.

### Tradição Alexandrina
Contemporâneo de Gerald Gardner, Alex Sanders fundou a Tradição Alexandrina, bastante similar à Wicca, porém pertencente a outra linha iniciática e mais liberal quanto à exigência de nudez ritual.

### Tradição Diânica
Caracterizada pela supremacia do culto à Deusa, em relação ao culto ao Deus, a Tradição Diânica é considerada a linha feminista da bruxaria, sendo que alguns de seus grupos só admitem membros do sexo feminino.

### Tradição Ibérica
Tradição de bruxaria que cultua antigos deuses da Península Ibérica, em especial da Lusitânia. A origem de tal linhagem se perde no tempo. Apesar de os registros mais antigos de linha iniciática da Tradição Ibérica datarem de fins do século XVIII, cogita-se que por motivos de perseguição religiosa não eram tomados registros antes do início do século XX, sendo provável que tal tradição tenha sido fundada pelas bruxas de aldeia da região onde hoje é Portugal em cima de práticas e conhecimentos da cultura celtibera, anteriores à conquista romana.

### Tradição Escandinava
Forma de bruxaria reconstrucionista, voltada as práticas de magia e feitiçaria entre os povos Escandinavos pré-cristãos, como o Seiðr, Galdr e magia rúnica, bem como também os Galdrastafur, bastões mágicos islandeses. Normalmente praticantes dessa tradição estão ligados aos movimentos religiosos do neopaganismo germânico.

### Wicca Tradicional ou Tradição Gardneriana
Mãe de diversas tradições de bruxaria modernas, a Wicca tradicional foi fundada por Gerald Gardner em meados do século XX, a partir do sincretismo entre a bruxaria tradicional inglesa e a alta magia ensinada na Ordem Hermética da Aurora Dourada. Diversos iniciados por Gardner deram origem a outras tradições, ainda assim consideradas wiccanas, motivo pelo qual passou a se chamar a bruxaria ensinada por Gardner de Wicca tradicional.

## Embruxamento
O estado de embruxamento significa estar sob a influência maléfica da ação de bruxas. E sob esta circunstância existem manifestações físicas que as caracterizariam. Desde a idade média, período em que as caças às bruxas foram levadas ao extremo, através das práticas inquisitoriais da Igreja Católica que os praticantes de "magia" foram considerados inimigos da igreja. Os atos de magia, foram considerados pelos tribunais da Inquisição como atos não divinos e por consequência do diabo. Nesse sentido, manifestações curativas e de louvor não reconhecidas pelo poder da igreja católica, eram considerados atos do demônio. Dentre os praticantes estavam pessoas com conhecimentos da natureza das plantas e suas propriedades curativas, alucinógenas e até contraceptivas. Nesse contexto as mulheres eram consideradas suas praticantes, uma vez que seus deveres de cuidar, envolviam lidar com doenças cuja cura era desconhecida e buscavam na natureza os remédios para tais moléstias.
Estas as ocorrências foram consideradas como magia por não fazerem parte da doutrina professada por aquela entidade religiosa. E é nesse contexto que se instauram as denúncias de embruxamentos. Foram consideradas ações de bruxarias ou de embruxamentos relatos de crianças doentes, mulheres enfeitiçadas andando nuas a cavalo ou fazendo rituais ao redor de fogueiras, ou alterando comportamentos animais.

### Tipos de embruxamento
Os embruxamentos podem evolver todas as pessoas, entretanto os mais vulneráveis são as crianças que sofrem as consequências mais graves, que pode levar à morte. De forma geral o embruxamento infantil ocorre quando a criança tem idade entre seis ou sete anos.

### Sintomas de embruxamento
Os sintomas mais comuns são emagrecimento, choro constante e manchas roxas no céu da boca. Estas manchas roxas são consideradas característica do embruxamento e são as marcas da ação de sugar o sangue da vítima.

## Perspectivas religiosas

### Crenças do Oriente Próximo
De acordo com Tzvi Abusch, os estágios iniciais do desenvolvimento da bruxaria (ipšū ou kišpū) na Mesopotâmia foram "comparáveis ao estágio xamânico arcaico da bruxaria europeia". Neste estágio inicial, as bruxas não eram necessariamente consideradas más, mas assumiam formas (magia brancas ou negra) e podiam ajudar outras pessoas usando uma combinação de conhecimento mágico e médico. Eles geralmente viviam em áreas rurais e às vezes exibiam comportamento em estado de êxtase, que era mais comumente associado ao ašipu (exorcista), cuja função principal neste estágio de desenvolvimento era combater forças sobrenaturais não humanas. 

Bruxas (m. kaššāpu, f. kaššāptu, de kašāpu, do verbo "enfeitiçar") eventualmente passou a ser "considerado um praticante antissocial e ilegítima de magia destrutiva, (...) cujas atividades eram motivadas por malícia e más intenções e que era combatido pelo "ašipu", um exorcista ou sacerdote de encantamento" que eram predominantemente representantes masculinos da religião oficial do estado. Na época do Código de Hamurabi (cerca de 2.000 a.C.), o uso de magia para prejudicar outras pessoas sem justificativa estava sujeito a repercussões legais:
Se um homem lançou um feitiço sobre outro homem e isso não é justificado, aquele sobre quem o feitiço foi lançado irá para o rio sagrado; no rio sagrado ele mergulhará. Se o rio sagrado o vencer e ele se afogar, o homem que o enfeitiçou tomará posse de sua casa. Se o rio sagrado o declarar inocente e ele permanecer ileso, o homem que lançou o feitiço será condenado à morte. Aquele que mergulhou no rio tomará posse da casa daquele que lançou o feitiço sobre ele.
Os ašipu (exorcistas), em seus esforços contínuos para suprimir a tradição da bruxaria, desenvolveram um ritual antibruxaria acadiano, o Maqlû, provavelmente composto no início do primeiro milênio antes de Cristo.

### Religiões abraâmicas
A evolução histórica da bruxaria no Oriente Médio revela uma jornada multifásica influenciada pela cultura, espiritualidade e normas sociais. A bruxaria antiga no Oriente Próximo entrelaçava o misticismo com a natureza por meio de rituais e encantamentos alinhados com as crenças locais. No judaísmo antigo, a magia tinha uma relação complexa, com algumas formas aceitas devido ao misticismo enquanto outras eram consideradas heréticas. O Oriente Médio medieval experimentou mudanças nas percepções da bruxaria sob o domínio islâmico e influências cristãs, às vezes reverenciadas por cura e outras vezes condenadas como heresia.

#### Judaicas
As atitudes judaicas em relação à bruxaria estavam enraizadas na sua associação com a idolatria e a necromancia e alguns rabinos até praticavam eles próprios certas formas de magia. As referências à bruxaria no Tanakh, ou Bíblia Hebraica, destacaram fortes condenações enraizadas na "abominação" da crença mágica. O Cristianismo condenou de forma semelhante a bruxaria, considerando-a uma abominação e até citando versículos específicos para justificar a caça às bruxas durante o início do período moderno.

#### Islâmicas
As perspectivas islâmicas sobre a magia abrangem uma ampla gama de práticas, com a crença na magia negra e no mau-olhado coexistindo ao lado de proibições estritas contra sua prática. O Alcorão reconhece a existência da magia e busca proteção contra seus danos. A postura do Islã é contra a prática da magia, considerando-a proibida, e enfatiza os milagres divinos em vez da magia ou bruxaria. A continuidade histórica da bruxaria no Médio Oriente sublinha a complexa interacção entre crenças espirituais e normas sociais em diferentes culturas e épocas.

#### Cristãs
Historicamente, o conceito cristão de bruxaria deriva das leis contrárias à bruxaria do Antigo Testamento. Na Europa medieval e no início da era moderna, muitos cristãos acreditavam em magia. Ao contrário da magia útil da sabedoria tradicional, a bruxaria era vista como maligna e associada ao Diabo e à adoração do Diabo. Isso muitas vezes resultou em mortes, tortura e bodes expiatórios (lançando a culpa pelo infortúnio) e muitos anos de julgamentos e caças às bruxas em grande escala, especialmente em países protestantes da Europa, até o advento do Iluminismo.
As visões cristãs nos dias modernos são diversas, variando desde intensa crença e oposição, especialmente por parte de fundamentalistas cristãos até a descrença total nessas práticas. Durante a Era do Colonialismo, muitas culturas foram expostas ao mundo ocidental através do colonialismo, geralmente acompanhado por intensa atividade missionária cristã. Nessas culturas, as crenças sobre a bruxaria foram parcialmente influenciadas pelos conceitos ocidentais predominantes da época.
No cristianismo, a feitiçaria passou a ser associada à heresia e à apostasia e a ser vista como um mal. Entre os católicos, os protestantes e a liderança secular do final da Idade Média/início da Europa moderna, os receios sobre a bruxaria atingiram um nível febril e por vezes levaram a caças às bruxas em grande escala. O século XV assistiu a um aumento dramático na consciência e no terror da bruxaria. Dezenas de milhares de pessoas foram executadas e outras foram presas, torturadas, banidas e tiveram terras e bens confiscados. A maioria dos acusados eram mulheres, embora em algumas regiões a maioria fossem homens. Em escocês, a palavra bruxo passou a ser usado como o equivalente masculino de bruxa que pode ser homem ou mulher, mas é usado predominantemente para mulheres.
O Malleus Maleficarum (do latim para "Martelo das Bruxas") foi um manual de caça às bruxas escrito em 1486 por dois monges alemães, Heinrich Kramer e Jacob Sprenger. Foi usado por católicos e protestantes por várias centenas de anos, descrevendo como identificar uma bruxa, o que torna uma mulher mais provável que um homem ser uma bruxa, como levar uma bruxa a julgamento e como punir uma bruxa. O livro define uma bruxa como má e tipicamente feminina. Tornou-se o manual para os tribunais seculares em toda a Europa, mas não foi utilizado pela Inquisição, que até alertou contra a confiança nele. Foi o livro mais vendido na Europa em mais de 100 anos, depois da Bíblia.

## Literatura complementar
- Abusch, Tzvi (2002). Mesopotamian Witchcraft: Toward a History and Understanding of Babylonian Witchcraft Beliefs and Literature. Brill Styx. ISBN 9789004123878.

- Gittins, Anthony J. (1987). "Mende Religion". Studia Instituti Anthropos. Nettetal: Steyler Verlag. 41.
- Janzen, John M.; MacGaffey, Wyatt (1974). "An Anthology of Kongo Religion: Primary Texts from Lower Zaïre". University of Kansas Publications in Anthropology. Lawrence (5).
- Reiner, E. (1995). Astral magic in Babylonia. Philadelphia: American Philosophical Society. ISBN 978-0871698544.
- Boyer, Paul and Stephen Nissenbaum, eds. The Salem Witchcraft Papers: Verbatim Transcripts of the Legal Documents of the Salem Witchcraft Outbreak of 1692, Volumes I and II. New York: Da Capo Press, 1977.
- Bristol, J. C. (2007). Christians, Blasphemers, and Witches: Afro-Mexican Ritual Practice in the Seventeenth Century. Albuquerque: University of New Mexico Press.
- Davies, O. (2013). America Bewitched: The Story of Witchcraft After Salem. Oxford: Oxford University Press.
- Epstein, I. (2008). The Greenwood Encyclopedia of Children's Issues Worldwide. Greenwood Press.
- Ginzburg, Carlo; Translated by Raymond Rosenthal (2004) [Originally published in Italy as Storia Notturna (1989 Giulio Einaudi)]. Ecstasies: Deciphering the Witches' Sabbath. University of Chicago Press. ISBN 978-0226296937.
- Goss, D. K. (2008). The Salem witch trials. Westport, CT: Greenwood Press.
- Hall, David, ed. Witch-hunting in Seventeenth-century New England: A Documentary History, 1638–1692. Boston: Northeastern University Press, 1991.
- Hill, F. (2000). The Salem witch trials reader. Cambridge, MA: Da Capo Press.
- Hutton, R. (2006). Witches, Druids and King Arthur. Bloomsbury Academic. ISBN 978-1852855550.
- Hyatt, Harry Middleton. Hoodoo, conjuration, witchcraft, rootwork: beliefs accepted by many Negroes and white persons, these being orally recorded among Blacks and whites. s.n., 1970.
- Kent, Elizabeth. "Masculinity and Male Witches in Old and New England." History Workshop 60 (2005): 69–92.
- Levack, Brian P. ed. The Oxford Handbook of Witchcraft in Early Modern Europe and Colonial America (2013).
- Lima, R. (2005). Stages of Evil: Occultism in Western Theater and Drama. University Press of Kentucky. ISBN 978-0813123622.
- Mann, B. A. (2000). Iroquoian Women: The Gantowisas. Peter Lang. ISBN 9780820441535 pp. 319–20.
- Murray, D. (2013). Matter, Magic, and Spirit: Representing Indian and African American Belief. University of Pennsylvania Press.
- Narby, J. (1998). The Cosmic Serpent: DNA and the Origins of Knowledge. Tarcher Perigee.
- Pentikainen, J (1978). "Marina Takalo as an Individual in Oral Repertoire and World View. An Anthropological study of Marina Takalo's Life History". F. F. Communications Turku. 93 (219): 58–76. INIST:12698358.
- Pentikainen, Juha. "The Supernatural Experience." F. Jstor. 26 Fev. 2007.
- Rasbold, K. (2019). Crossroads of Conjure: The Roots and Practices of Granny Magic, Hoodoo, Brujería, and Curanderismo. Llewellyn Worldwide.
- Richards, J. (2019). Backwoods Witchcraft: Conjure & Folk Magic from Appalachia. Weiser Books.
- Ruickbie, Leo (2004) Witchcraft out of the Shadows: A History, London, Robert Hale.
- Williams, Howard (1865). The Superstitions of Witchcraft. London: Longman, Green, Longman, Roberts, & Green – via Project Gutenberg.